# 巴陶氏症候群

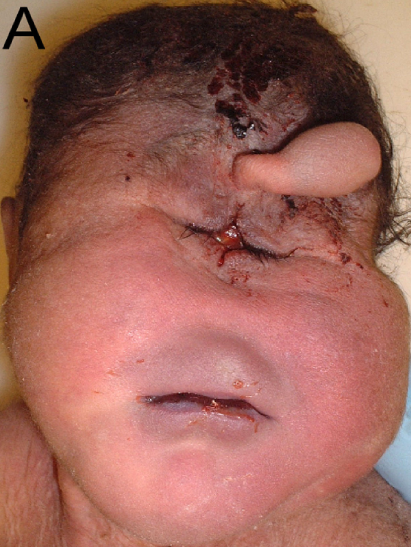

巴陶氏症候群（Patau syndrome），又稱13-三體症，染色體三倍體症之一，少見，患者多在出生後一年內死亡。
13-三體症早在1657年便由丹麥醫學家托馬斯·巴托林發現，但其染色體性質是1960年由德裔美國遺傳學家克勞斯·巴陶與伊娃·舒曼確認，其名稱即取自巴陶之姓。

## 臨床表徵
智能不足，生長遲緩，小頷畸形，耳畸形，手指變曲，短胸骨畸形，心室中隔缺損。